# Pleurothallis leucopyramis
Pleurothallis leucopyramis är en orkidéart som beskrevs av Heinrich Gustav Reichenbach. Pleurothallis leucopyramis ingår i släktet Pleurothallis och familjen orkidéer.
Artens utbredningsområde är Costa Rica. Inga underarter finns listade i Catalogue of Life.

## Bildgalleri

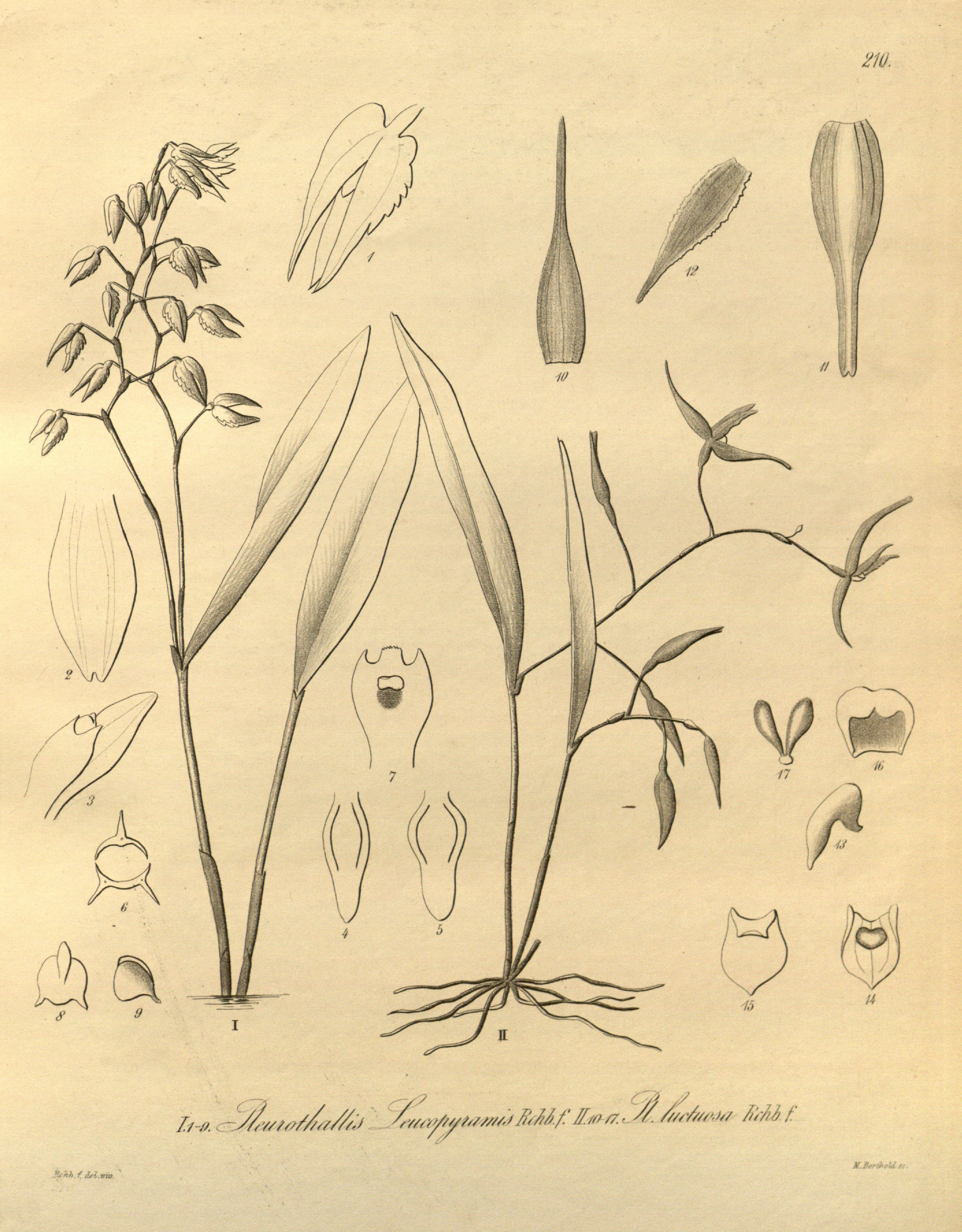